# Мольшлебен
Мольшлебен (нім. Molschleben) — громада в Німеччині, розташована в землі Тюрингія. Входить до складу району Гота. Складова частина об'єднання громад Нессеауе.
Площа — 15,24 км2. Населення становить 1009 ос. (станом на 31 грудня 2021).